# Liste der Monuments historiques in Warhem
Die Liste der Monuments historiques in Warhem führt die Monuments historiques in der französischen Gemeinde Warhem auf.

## Liste der Bauwerke
| Bezeichnung                       | Beschreibung                  | Standort               | Kennzeichnung | Schutzstatus | Datum | Bild           |
| --------------------------------- | ----------------------------- | ---------------------- | ------------- | ------------ | ----- | -------------- |
| Kirche Notre-Dame-de-l’Assomption | Erbaut im 11./12. Jahrhundert | Rue de l’Église (Lage) | PA59000130    | Inscrit      | 2006  | weitere Bilder |

## Liste der Objekte
- Monuments historiques (Objekte) in Warhem in der Base Palissy des französischen Kultusministeriums